# Dipartimento di Matagalpa
Il dipartimento di Matagalpa è uno dei 15 dipartimenti del Nicaragua, il capoluogo è la città di Matagalpa.

## Comuni
1. Ciudad Darío
2. El Tuma-La Dalia
3. Esquipulas
4. Matagalpa
5. Matiguás
6. Muy Muy
7. Rancho Grande
8. Río Blanco
9. San Dionisio
10. San Isidro
11. San Ramón
12. Sébaco
13. Terrabona